# Schultesianthus leucanthus
Schultesianthus leucanthus är en potatisväxtart som först beskrevs av John Donnell Smith, och fick sitt nu gällande namn av A.T. Hunziker. Schultesianthus leucanthus ingår i släktet Schultesianthus och familjen potatisväxter. Inga underarter finns listade i Catalogue of Life.